# Gil de Ronza
Gil de Ronza (Ronse, hac. 1480-Zamora, 1534), fue un escultor hispanoflamenco originario de Ronse / Renaix (municipio de Flandes Oriental, actual Bélgica).

## Biografía

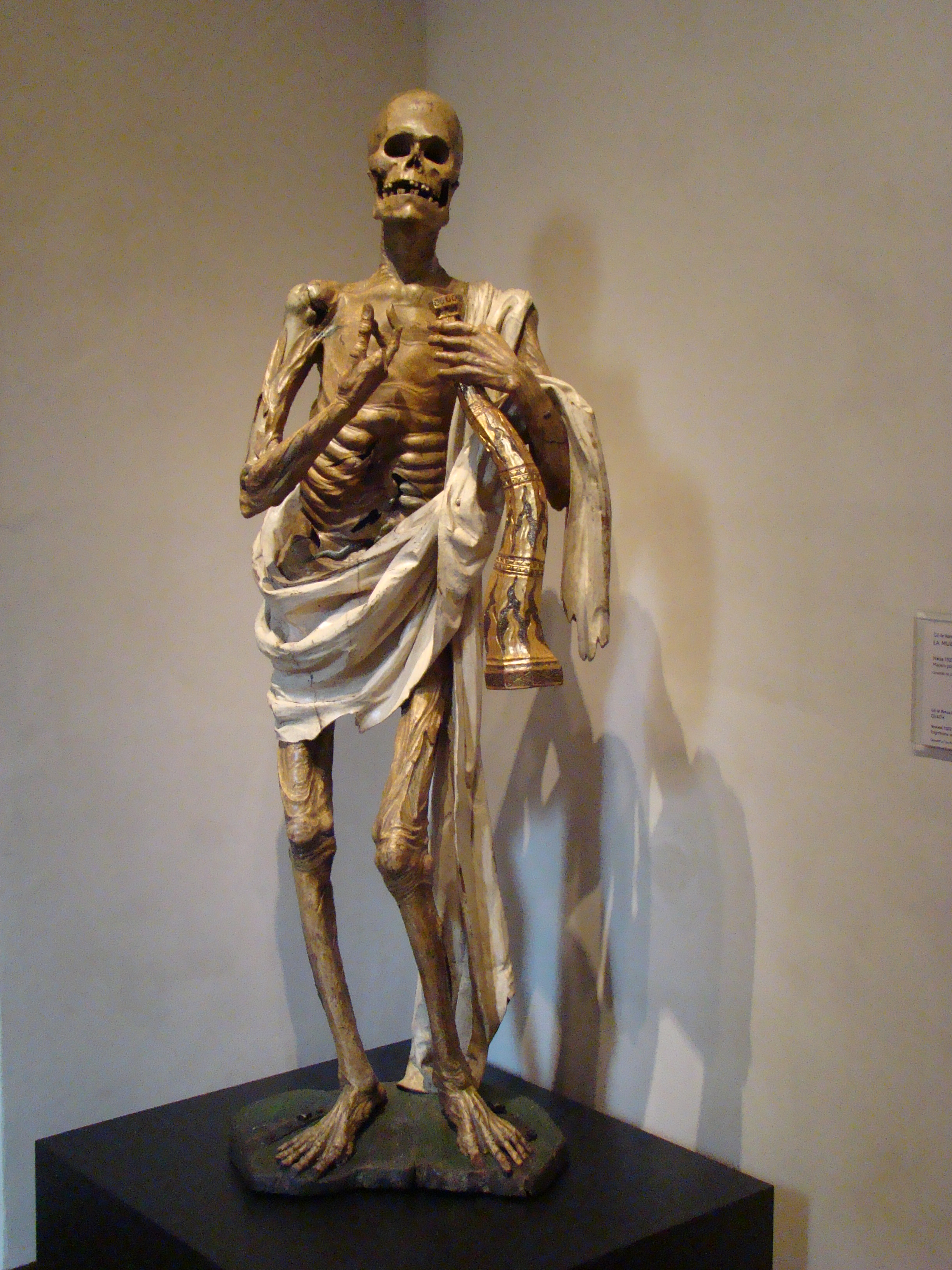
La Muerte, 1523.

Trabajó en España hacia 1498 en la ciudad de Toledo. Entre 1503 y 1506, se conoce su colaboración en la sillería del coro de la catedral de Zamora, trabajo que realizó en el taller de Juan de Bruselas. Más tarde fue requerido en Salamanca pero finalmente se estableció en Zamora donde dejó constancia de su actividad en los grupos escultóricos para la capilla funeraria del deán Diego Velázquez de Cepeda, en el convento de San Francisco. De estos grupos se conocen en la actualidad el Ecce Homo, el Cristo de la Laguna, un Cristo Yacente y una original escultura llamada La Muerte, conservada en el Museo Nacional de Escultura (Valladolid).
Entre 1524 y 1525 colaboró con su hijo Diego en las tres portadas de la fachada principal de la Catedral Nueva de Salamanca.